# Wallasea Island
Wallasea Island är en ö i Storbritannien.   Den ligger i riksdelen England, i den sydöstra delen av landet, 70 km öster om huvudstaden London. Arean är 0,79 kvadratkilometer. Den sträcker sig 1,3 kilometer i nord-sydlig riktning, och 1,9 kilometer i öst-västlig riktning.  Trakten runt Wallasea Island består till största delen av jordbruksmark.